# カマルディーン・スレマナ
- カマル・ディーン・スレマナ

カマルディーン・スレマナ（Kamaldeen Sulemana, 2002年2月15日 - ）は、ガーナ・ボノ・イースト州テチマン出身のサッカー選手。セリエA・アタランタBC所属。ガーナ代表。ポジションはFW。
一般的な表記は『カマルディーン・スレマナ』（Kamaldeen Sulemana）と『カマル・ディーン・スレマナ』（Kamal Deen Sulemana）の二種類ある。

## 経歴

### クラブ
2020年1月にFCノアシェランと契約。2月23日のスナユスケ・フッボルト戦でプロデビュー。2019-20シーズンはシーズン途中加入ながら13試合4ゴールを記録。翌2020-21シーズンは先発に定着し、チームの中心選手に成長。2021年1月にはバイエル・レバークーゼンへの移籍が迫っていたと報じられた。更に4月5日のオーフスGF戦から5月11日のFCコペンハーゲン戦の計6戦で6ゴールを決め、初のシーズン二桁ゴールを記録し、今度はマンチェスター・ユナイテッドFCやリヴァプールFCにアヤックス・アムステルダムなどが、スレマナの獲得を検討していると報じられた。
2021年7月16日、スタッド・レンヌと5年契約を結んだ。
2023年1月31日、プレミアリーグに所属するサウサンプトンFCへ移籍し、3年半契約を結んだ。
2025年7月2日、アタランタBCに移籍した。

### 代表
2020年10月に18歳でガーナ代表に初招集。9日のマリ戦で代表デビューを果たした。

## 代表歴

### 出場大会
- ガーナ代表
  - 2022 FIFAワールドカップ

### 試合数
- 国際Aマッチ 20試合 0得点（2020年-）[8]

| ガーナ代表 | 国際Aマッチ | 国際Aマッチ |
| 年         | 出場        | 得点        |
| ---------- | ----------- | ----------- |
| 2020       | 2           | 0           |
| 2021       | 5           | 0           |
| 2022       | 8           | 0           |
| 2023       | 3           | 0           |
| 2024       | 1           | 0           |
| 2025       | 1           | 0           |
| 通算       | 20          | 0           |